# Geranium goldmanii
Geranium goldmanii là một loài thực vật có hoa trong họ Mỏ hạc. Loài này được Rose ex Hanks & Small mô tả khoa học đầu tiên năm 1907.